# Schwägalp
La Schwägalp è un passo di montagna che collega la regione del Toggenburgo nel Canton San Gallo a Urnäsch nel Canton Appenzello Esterno. Scollina a un'altitudine di 1 278 m s.l.m.
Al pascolo d'alpe stesso per la Funivia Schwägalp-Säntis parte dal Säntis (2 502 m).
Fa parte di una delle location usate da Dario Argento per girare Phenomena, film uscito nel 1985.